# Krotitelé duchů

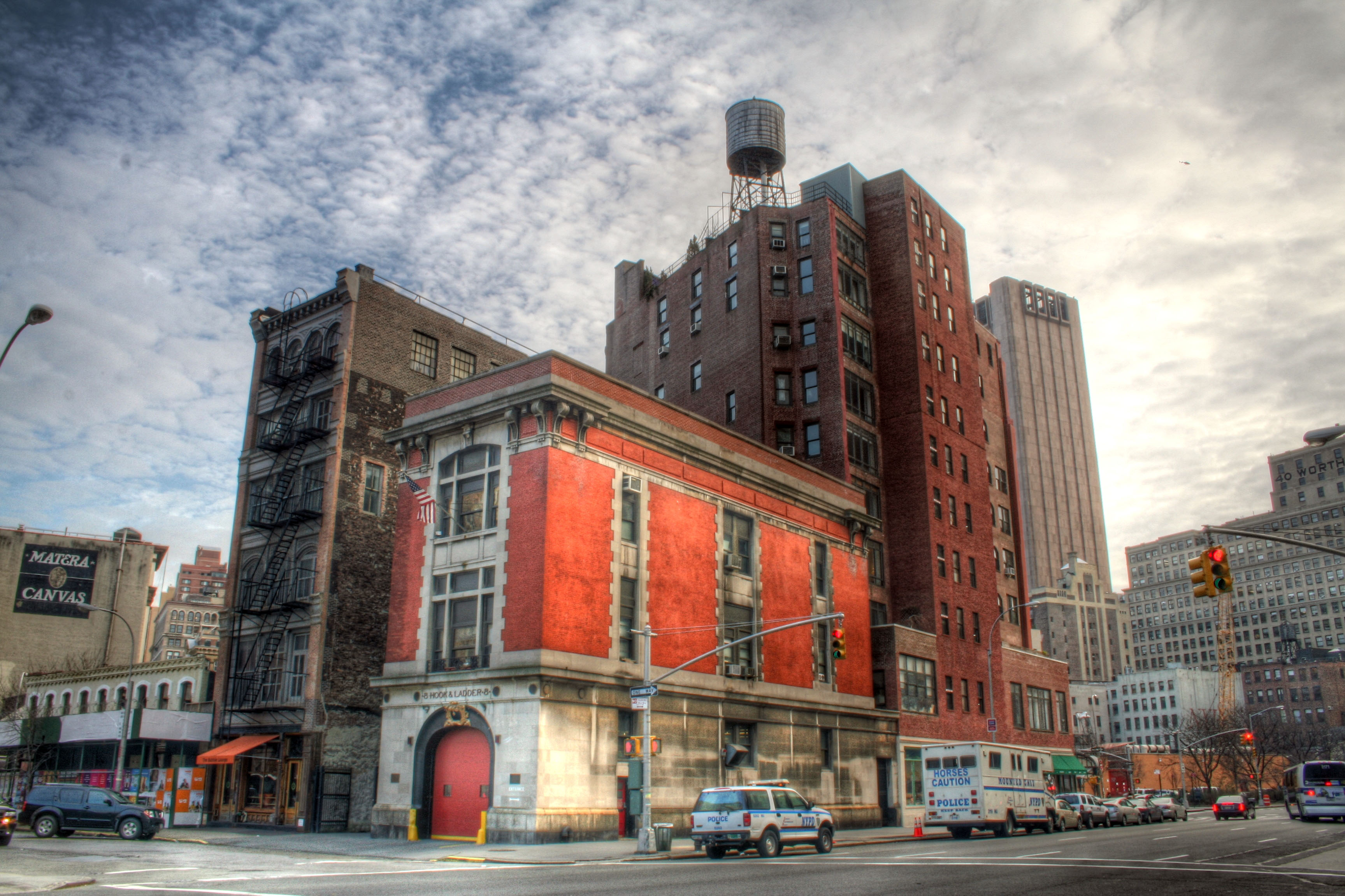
Stará požární zbrojnice, kde probíhalo natáčení

Krotitelé duchů (v anglickém originále Ghostbusters či Ghost Busters) je americký komediální film, který v roce 1984 natočil původem slovenský režisér Ivan Reitman. Na scénáři spolupracoval Dan Aykroyd, který si zahrál i jednu z hlavních rolí, s Haroldem Ramisem a Rickem Moranisem. Do čtveřice krotitelů duchů Aykroyda doplnili ještě Bill Murray, Harold Ramis a Ernie Hudson. Ústřední píseň nazpíval Ray Parker, Jr.

## Děj
Po prvním setkání s duchem v hlavní pobočce Newyorské veřejné knihovny jsou profesor parapsychologie na Kolumbijské univerzitě Peter Venkman, Ray Stantz a Egon Spengler propuštěni a děkan univerzity odmítne jejich výzkum v oblasti paranormálních jevů jako nedůvěryhodný. Trio založí organizaci "Ghostbusters" (Krotitelé duchů), paranormální vyšetřovací a likvidační službu s kanceláří v nevyužívané hasičské stanici. Vyvinou vysoce technologické, jaderně poháněné vybavení k chytání a zadržování duchů, ale jejich podnikání je zpočátku pomalé.
Poté, co muzikantka Dana Barrettová zažije ve svém bytě nadpřirozený jev, zavolá Krotitele duchů. Popisuje, jak viděla démonického psího tvora v ledničce, který vyslovil jediné slovo: "Zuul". Ray a Egon začnou zkoumat Zuula a detaily budovy, zatímco Peter prohlíží její byt a neúspěšně se snaží se ji svést. Krotitelé duchů jsou najati, aby odstranili žravého ducha Slimera z hotelu Sedgewick. Egon varuje skupinu, že křížení energií protonových balíků z jejich zbraní by mohlo způsobit katastrofickou explozi, protože nedokázali své vybavení řádně otestovat. Chytí ducha a umístí ho do ektoplazmového úložiště pod hasičskou stanicí. Nadpřirozená aktivita rychle roste po celém městě a Krotitelé duchů se stávají slavnými. Najímají čtvrtého člena, Winstona Zeddemora, aby zvládli rostoucí poptávku.
Kvůli svým podezřením vůči Krotitelům duchů požádá inspektor agentury pro ochranu životního prostředí Walter Peck o posouzení jejich vybavení, ale Peter ho odmítne. Egon varuje, že úložiště se blíží ke své kapacitě a nadpřirozená energie se šíří po celém městě. Peter se setká s Danou a informuje ji, že Zuul byl polobůh uctívaný jako služebník "Gozer Gozeriána", boha zkázy s proměnlivou podobou. Po návratu domů je Dana ovládnuta Zuulem; stejná entita ovládá i jejího souseda Louise Tullyho. Peter přijde a najde ovládnutou Danu/Zuul tvrdící, že je "Hlídač brány". Louis je policisty předán do Egonovy péče a tvrdí, že je "Vinz Clortho, Klíčník". Krotitelé duchů souhlasí s tím, že pár udrží odděleně.
Peck se vrací s úředním nařízením a pracovníky města, aby nechal zatknout Krotitele duchů a deaktivovat jejich úložiště, což způsobí výbuch, který propustí zajaté duchy. Louis/Vinz v chaosu uprchne a vydá se do bytového domu, aby se připojil k Daně/Zuul. Ve vězení Ray a Egon odhalí, že Ivo Shandor, vůdce kultu uctívajícího Gozera na začátku 20. století, navrhl Daninu budovu tak, aby fungovala jako anténa, která přitahuje a koncentruje duchovní energii a přivolává Gozera, aby způsobil apokalypsu. Při konfrontacích s nadpřirozeným chaosem po celém městě přesvědčují Krotitelé duchů starostu, aby je propustil.
Krotitelé duchů cestují do skrytého chrámu umístěného na vrcholu budovy, zatímco Dana/Zuul a Louis/Vinz otevírají bránu mezi dimenzemi a proměňují se v démonické psy. Gozer se objeví jako žena a napadne Krotitele duchů, ale zmizí, když se snaží o odvetu. Její netělesný hlas se ozve a požaduje, aby Krotitelé duchů "vybrali formu destruktora". Ray si omylem vzpomene na oblíbeného firemního maskota z dětství, a Gozer se znovu objeví jako obrovský Stay Puft Marshmallow Man, který začne ničit město. Navzdory své dřívější radě Egon instruuje tým, aby překřížili své protonové energie na dimenzionální bráně. Výsledná exploze zničí avatara Gozera, vykáže ho zpět do jeho dimenze a uzavře bránu. Krotitelé duchů zachrání Danu a Louise ze sutin a jsou na ulici vítáni jako hrdinové.

## Obsazení
| Bill Murray      | Dr. Peter Venkman  |
| Dan Aykroyd      | Dr. Raymond Stantz |
| Harold Ramis     | Dr. Egon Spengler  |
| Sigourney Weaver | Dana Barrettová    |
| Rick Moranis     | Louis Tully        |
| Annie Pottsová   | Janine Melnitzová  |
| Tommy Hollis     | starostův asistent |
| William Atherton | Walter Peck        |
| Ernie Hudson     | Winston Zeddmore   |
| Michael Ensign   | hotelový manažer   |
| Larry King       | sám sebe           |
| John Rothman     | knihovník          |

## Ocenění
Film se stal takřka kultovním a je označován za jednu z nejlepších komedií všech dob. Svého času byl oceněn dvěma Oscary za nejlepší píseň a vizuální efekty. Obdržel také tři Zlaté glóby za nejlepší film, nejlepší původní píseň a pro Billa Murraye také cenu za nejlepší herecký výkon.

## Herní adaptace
Film se dočkal i několika herních adaptací, přičemž nejnovější[kdy?] nese jméno Ghostbusters: The Video Game Remastered.